# Emily Rudd
Emily Ellen Rudd, född 24 februari 1993 i Saint Paul i Minnesota, är en amerikansk skådespelerska. Hon har bland annat spelat rollen som Cindy Berman i Netflix skräckfilmsserie Fear Street. Hon medverkar i den andra och tredje delen av denna serie.
Rudd var från 2015 till 2021 i en relation med DJ:en och musikproducenten Justin Blau. Paret träffades när Rudd medverkade i hans musikvideo till låten "We Came To Bang".

## Filmografi (i urval)
- 2018 – Philip K. Dick's Electric Dreams (TV-serie)
- 2018 – The Romanoffs (TV-serie)
- 2020 – Dynasty (TV-serie)
- 2021 – Fear Street Part Two: 1978
- 2021 – Fear Street Part Three: 1666
- 2022 – Moonshot
- 2023 – Hunters (TV-serie)
- 2023 – One Piece (TV-serie)